# Michel Oppenheim
Michel Oppenheim (* 19. Mai 1885 in Mainz; † 31. Mai 1963 in Garmisch) war ein deutscher Beamter und Kulturdezernent in Mainz.

## Leben
Michael Stefan Oppenheim wurde im Mai 1885 als Sohn des Justizrates Ludwig Oppenheim (1850–1916) und dessen Ehefrau Elise Hopf (1859–1922) in Mainz geboren. Der Vater stammte aus einer jüdischen Familie in Mainz. Die Mutter war katholisch und kam aus Nürnberg. Die Eltern wohnten in der Kaiserstraße in Mainz und hatten eine Villa in Gonsenheim. Sein Vater war 44 Jahre Mitglied der Mainzer Liedertafel und 25 Jahren deren Vizepräsident.
Michel Oppenheim besuchte das humanistische Gymnasium (heute: Rabanus-Maurus-Gymnasium) und machte dort 1904 Abitur. Er studierte wie sein Vater Rechtswissenschaften in München, Berlin und Gießen. Zwischenzeitlich befasste er sich immer mal wieder mit kunstgeschichtlichen Themen.  Er begann 1908 in Mainz sein Referendariat. Von 1912 bis 1914 arbeitete er bei den Triumph-Werken in Nürnberg und kehrte dann als Assessor nach Mainz zurück. Nach dem bestandenen Examen zum Verwaltungsjuristen wurde er am 3. August 1914 Soldat im Ersten Weltkrieg und kehrte erst am 1. Dezember 1918 zurück. Er fand anschließend eine Anstellung beim Kreisamt Mainz der Provinzialdirektion Rheinhessen und wurde am 1. August 1922 zum Regierungsrat ernannt. In dieser Funktion war er für Besatzungsfragen zuständig, da Mainz bis 1930 von Frankreich besetzt war. Zeitweise wurde er von den Franzosen auch ausgewiesen.
Nach der Machtergreifung der Nationalsozialisten wurde er unter Bezug auf das Gesetz zur Wiederherstellung des Berufsbeamtentums aus „rassischen Gründen“ am 1. April 1934 zwangspensioniert. Im März 1941 wurde Oppenheim zum Verbindungsmann zwischen der Gestapo und der Reichsvereinigung der Juden in Deutschland, Verwaltungsstelle Mainz bestellt. Der Rabbiner Sali Levi (1883–1941) hatte Oppenheim kurz vor seiner Abreise gebeten, diese Aufgabe zu  übernehmen. Hier hatte er u. a. die Aufgabe, Deportationslisten zu erstellen. Michel Oppenheim hat in einem heimlichen Tagebuch, das erst nach seinem Tod aufgefunden wurde, die zunehmenden Schikanen der Nationalsozialisten in Mainz sowie die Deportationen detailliert festgehalten.
Nach der Liquidierung der jüdischen Gemeinde arbeitete Oppenheim als Buchbindergehilfe. In den Wirren der Endphase des Zweiten Weltkrieges konnte er zusammen mit seiner Frau, wie durch ein Wunder und durch die Unterstützung von Freunden, überleben. Er wurde zeitweise vom Bürgermeister von Gonsenheim versteckt. Den einzigen Sohn Ludwig hatte das Paar bereits Mitte der 1930er Jahre in die Schweiz geschickt. Er kehrte als amerikanischer Soldat im März 1945 nach Mainz zurück.
Nach dem Einmarsch der Amerikaner in Mainz im März 1945 suchte Michel Oppenheim die amerikanische Militärregierung auf und unterstützte den Aufbau der neuen Verwaltung. Am 30. März 1945 berief ihn Oberbürgermeister Rudolph Walther zum Kulturdezernenten und Beigeordneten der Stadt Mainz.
Oppenheim hat in dieser Funktion einen wesentlichen Beitrag zum kulturellen Wiederaufbau (u. a. Museen, Theater, Konzert) in Mainz geleistet. Ebenso trat er 1945/46 nachdrücklich für die Wiedereröffnung der Universität Mainz ein. Im Oktober 1945 war er an der Neugründung der jüdischen Gemeinde in Mainz beteiligt. Am 1. Juni 1951 trat Oppenheim in den Ruhestand.
Er gehörte zu den Gründern der Vereinigung der Freunde der Universität Mainz.
Michel Oppenheim starb wenige Tage nach seinem 78sten Geburtstag an seinem Urlaubsort Garmisch. Er war seit 1921 mit Erna von Zakrzewski (1893–1982) verheiratet, die aus einer katholischen Familie stammte. Aus der Ehe ging als einziges Kind der Sohn Ludwig (geb. 1922) hervor.

## Ehrungen
- Ehrenbürger der Universität Mainz (1951)
- Ehrendoktor der Universität Mainz (1955)
- Bundesverdienstkreuz 1. Klasse (18. Oktober 1956)[1]